# Perfect Man
Perfect Man (engl. für „Perfekter Mann“) ist das vierte Studioalbum der Herner Metal-Band Rage und das erste,
das in der klassischen Dreierbesetzung aufgenommen wurde.

## Entstehung
Im Vorfeld zur Entstehung des Albums stiegen der Schlagzeuger Jörg Michael und der Gitarrist Jochen Schröder, die seit dem Debütalbum Prayers of Steel Avenger bzw. Rage angehört hatten, sowie der zweite Gitarrist Rudy Graf aus der Gruppe aus. Laut einem Interview, das das Deutsche-Mugge-Magazin mit Peavy führte, war Jochen Schröder „schon so ein bisschen außen vor, weil er als Gitarrist der Entwicklung der Band nicht folgen konnte“, weshalb auf Execution Guaranteed nur noch Rudy Graf an der Gitarre zu hören gewesen sei. Jörg Michael und Rudy Graf wiederum wollten musikalisch eine andere Richtung einschlagen, da Graf „mehr auf Bon Jovi und diesen Kommerzkram“ gestanden hätte „und wollte, dass Rage in diese Richtung gehen“. Da Peavy die ursprüngliche Marschroute nicht verlassen wollte und damit auf den Widerstand der restlichen Bandmitglieder stieß, verließen diese die Gruppe. Trotzdem konnte Wagner in sehr kurzer Zeit neue Mitmusiker finden, da Peavy Chris Efthimiadis „noch aus Kindergartentagen“ kannte und auf Manni Schmidt über einen Bekannten stieß. Dies war die erste Trio-Besetzung in der Bandgeschichte und sollte bis zum Album The Missing Link von 1993 unverändert bleiben.

## Stil
Im Gegensatz zu den Vorgängeralben wurden die Lieder hier deutlich kürzer gehalten. Bis heute ist Perfect Man die einzige Studioplatte der Band, die in der ursprünglichen CD-Version kein Lied mit über fünf Minuten Spieldauer enthält – zuvor war von der Gruppe bereits die Platte Reign of Fear veröffentlicht worden, bei der das längste Stück, Scaffold, als einziges Lied mit über fünf Minuten Spieldauer nur auf der CD-Pressung erhältlich war. Zudem waren von den insgesamt 14 aufgenommenen Liedern nur zwei Lieder über vier Minuten lang. Die Band wollte laut dem Rock-Hard-Magazin „kompakte Songs […] machen“, und es wurde die These aufgestellt, dass „andere […] vielleicht behaupten, dass diese Platte mit den alten Rage nichts mehr zu tun hat“, wobei auch das Zusammenspiel der neuen Besetzung hervorgehoben wurde. Tatsächlich unterschied sich der Sound auf Perfect Man deutlich von den vorherigen Alben – auf Halleffekte und den für die 1980er Jahre typischen Klang des Schlagzeugs wurde komplett verzichtet. Stattdessen ging man deutlich basischer zu Werke, wobei die Produktion trotzdem sehr kraftvoll ausfiel. Die Tatsache, dass man durch die kurze Spieldauer der einzelnen Lieder auf komplexe Strukturen verzichtete, führte dazu, dass der Refrain stärker im Vordergrund stand und prägnanter ausfiel. Dieses Schema mit wiedererkennbaren Refrains und einem kraftvollen, aber melodischen Sound sollte sich zu einem Markenzeichen der Band etablieren, das auch auf allen folgenden Studioalben beibehalten wurde. Laut Deutscher Mugge war Perfect Man das Album, das den eigentlichen Sound von Rage begründete. Peavy erinnert sich 2017 retrospektiv, dass er nach dem Zerfall des ersten Lineups nicht lange zögerte und mit Schmidt und ‚Efti‘ auf dem Album perfekt funktionierte.

## Rezeption
Perfect Man war laut Peavys Aussage bei Deutsche Mugge „die erste Scheibe, die richtig gut bei den Leuten ankam“ und die „den Stil, der heute noch als Markenzeichen der Band gilt, manifestierte“. Mit Don’t Fear the Winter enthält das Album den ersten richtigen Klassiker, der bis heute zum festen Live-Repertoire der Band gehört. Von den meisten Magazinen wurde auch das Gitarrenspiel von Manni Schmidt und das Schlagzeugspiel von Chris Efthimiadis hervorgehoben. Alex Straka von powermetal.de schrieb 2004 über das Album: „[Rage] zeigten auf ihrem 1988 veröffentlichten Album Perfect Man, was eine teutonisch brachiale und trotzdem zutiefst innovative Thrash-, beziehungsweise Speedharke ist. Man kann sagen was man will. So wie auf Perfect Man klang keine andere Band zu dieser Zeit und so klangen Rage auch leider Gottes nie wieder.“ Allerdings stieß das Album zum Zeitpunkt seiner Veröffentlichung nicht auf ungeteilte Begeisterung, da laut dem Rock-Hard-Herausgeber Holger Stratmann trotz seiner 8-Punkte-Bewertung nicht alle Songs zünden würden. Auch in einer späteren „Seziertisch“ genannten Analyse, die das Magazin für die Diskografie der Band machte, wurden die Schwächen im Songwriting aufgedeckt, die erst auf Secrets in a Weird World, welches „erstmals fast durchgehend brillantes Songmaterial bot“, ausgebessert werden konnten. Auch der hohe Gesang von Peavy war ein Kritikpunkt. Rückblickend kann man sagen, dass Perfect Man für die weitere Entwicklung der Band und der Veröffentlichung späterer Klassikeralben eine wichtige Rolle eingenommen hat, da sich auf dem Album durch den modifizierten Sound und das veränderte Songwriting Schwachpunkte in der Musik erkennbar gemacht hatten, die dann aber auf den folgenden Alben ausgemerzt werden konnten.

## Titelliste
1. Wastelands (Peter Wagner) – 3:26
2. In the Darkest Hour (Peter Wagner) – 3:15
3. Animal Instinct (Peter Wagner, Manni Schmidt) – 3:43
4. Perfect Man (Peter Wagner) – 3:32
5. Sinister Thinking (Peter Wagner, Manni Schmidt) – 3:17
6. Supersonic Hydromatic (Peter Wagner, Manni Schmidt) – 3:31
7. Don’t Fear the Winter (Peter Wagner) – 3:26
8. Death In the Afternoon (Peter Wagner) – 3:56
9. A Pilgrim’s Path (Peter Wagner) – 4:26
10. Time and Place (Peter Wagner, Manni Schmidt) – 4:14
11. Round Trip (Peter Wagner, Manni Schmidt) – 3:23
12. Between the Lines (Peter Wagner, Manni Schmidt) – 3:18
13. Symbols of Our Fear (Peter Wagner) – 2:59
14. Neurotic (Peter Wagner) – 3:32